# 家族風呂

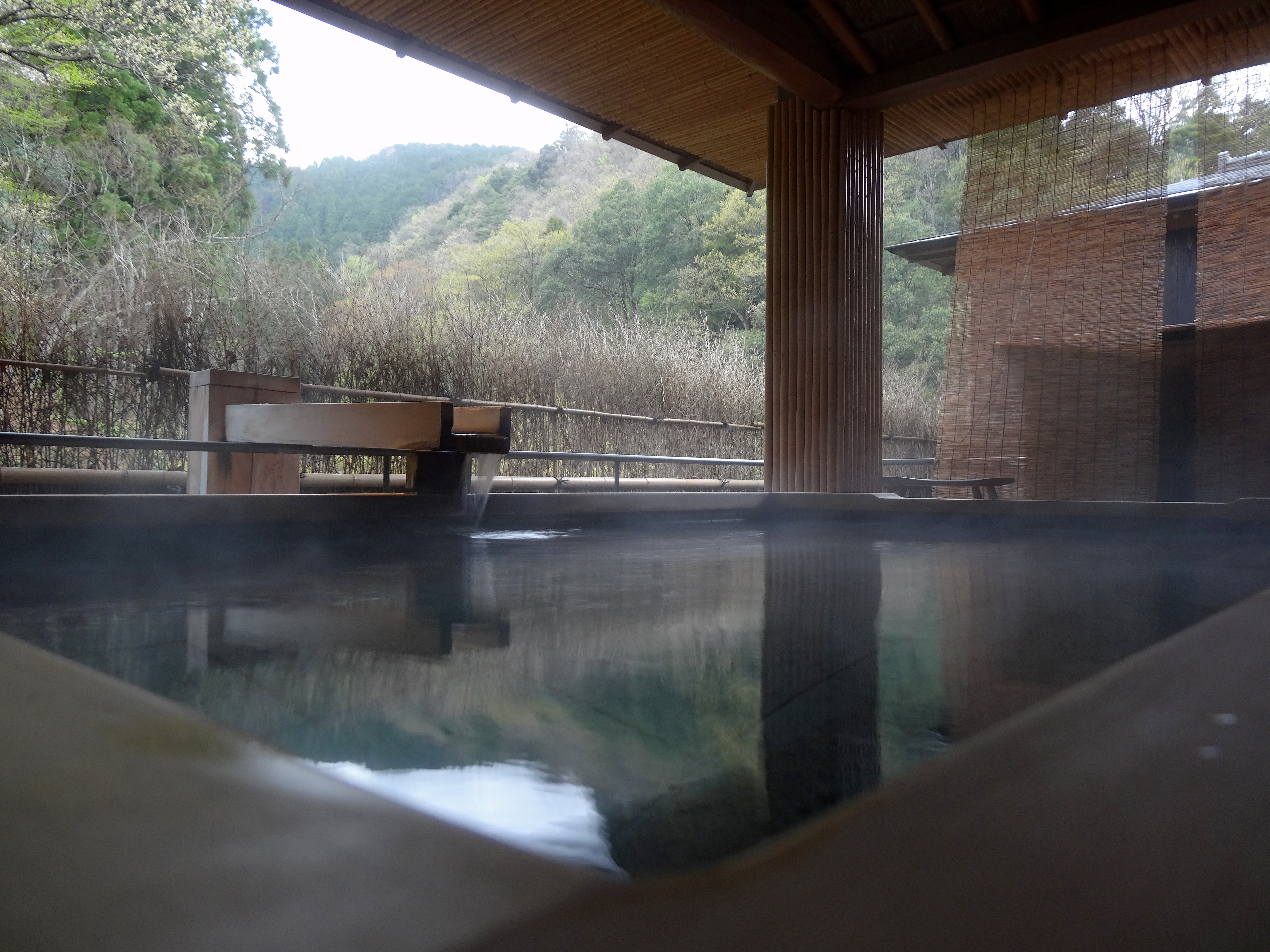
有料の家族風呂（城崎温泉にて）

家族風呂（かぞくぶろ）とは、公衆浴場や旅館などにおいて、家族連れの客が専用できる風呂のこと。折角の家族旅行なのに風呂は男女別々に設置されていたり、また大風呂では酔っ払いが騒ぐのでゆっくり入浴を楽しめないなどの利用者の要望を受けて、家族風呂を設置する温泉地や旅館が増えつつある。また、皮膚病などの湯治目的で、他人の目を気にする必要がない家族風呂を設置している場合もある。

## 形態
家族数人程度が入れるような小さめの風呂が用意されていることが多い。1～2名程度の同時入浴しか想定されていない一般の家庭用浴室よりは大きく、ほぼ、こうした場や小規模民宿でしか見ることのできないサイズの浴場である。風呂の種類は、室内風呂から露天風呂まで多種多様である。利用時間も1回1時間程度の制約があるところから、無制限のところまで多様である。
利用にあたっては
- 事前に予約を要するもの
- チェックイン時に予約を要するもの
- フロントに聞いて空いていれば使えるもの

など、個々に事情が違うのであらかじめ確認しておくとよい。
また、温泉地や旅館によっては別途、入浴料や入湯税を徴収するところもある。

## 参考
細井和喜蔵の小説『奴隷』(1926年刊行の書き下ろし)に、大阪の紡績工場に勤める主人公が工場の同僚女性と大浜(堺市)の「大潮湯」に行ったときに、家族湯にするか共同湯にするか迷って、結局男女別の共同湯の切符を買ってしまうという場面がある。

## 最近の問題
全国の家族風呂で、一部の男女による風紀を乱した性的な利用もあることが指摘されている。
この問題に関して、兵庫県では、以前6歳以上の混浴が禁じられていたが、2008年1月1日に条例が改正され、家族風呂等において専用で利用する場合は、「夫婦」「親とその10歳未満の子」「介助を要する者のための家族」の場合に限り混浴の禁止を解除する旨の規定が設けられている。兵庫県の条例改正に伴い、神戸市では「公衆浴場営業許可等に関する取扱い要綱」を改正し、夫婦であるかどうかの確認について、住所及び氏名が記載された書類を提示させることにより行うものとする旨の規定を設けている。